# Grilo (Castropol)
Grilo (oficialmente y en asturiano: El Grilo) es un lugar de la parroquia de Piñera, concejo de Castropol, en la comarca del Eo-Navia, Principado de Asturias, España.